# John Willson Vermillion
John Willson Vermillion, noto anche con lo pseudonimo di Texas Jack (1842 – 1911), è stato un poliziotto e pistolero statunitense.
Attivo a Tombstone negli anni ’80 del XIX secolo, Johnson si schierò al fianco dei fratelli Earp (Wyatt Earp, Morgan Earp e Virgil Earp) nella loro faida con la banda dei Cowboys, assistendo Wyatt e Doc Holliday nella Vendetta degli Earp. Riparato in Colorado insieme a Wyatt Earp, tornò in Virginia dove divenne un pastore metodista.

### Fonti
- Stuart Lake, Wyatt Earp, frontier marshal, 1931. Prima biografia autorizzata di Wyatt Earp, basata su di un'intervista rilasciata a Lake da Earp nel 1928. Il volume raccoglie anche i testi dell'autobiografia che Earp dettò nel 1926 a John H. Flood.
- Alford E. Turner, The O.K. Corral inquest, College Station (Texas), 1981, ISBN 0-932702-16-3.
- I Married Wyatt Earp: The Recollections of Josephine Sarah Marcus Earp, ed. Glenn G. Boyer, University of Arizona Press, 1998, ISBN 0-8165-0583-7. Le memorie della moglie di Wyatt Earp, Josephine Marcus.
- Billy Breakenridge, Helldorado: Bringing the Law to the Mesquite, Boston, 1928, ed. Richard M. Brown, University of Nebraska Press, 1992, ISBN 0-8032-6100-4.

### Studi
- Steve Gatto, The Real Wyatt Earp: A Documentary Biography, Silver City, 2000, ISBN 0-944383-50-5.
- Allen Barra, Inventing Wyatt Earp: His Life and Many Legends, New York, 1998, ISBN 0-7867-0685-6.
- Casey Tefertiller, Wyatt Earp: The Life Behind the Legend, New York, 1997, ISBN 0-471-18967-7.
- Grace McCool, GUNSMOKE: The True Story of Old Tombstone, Tucson, 1990, ISBN 0-918080-52-5.
- Paula Mitchell Marks, And Die in the West: the story of the O.K. Corral gunfight, New York, 1989, ISBN 0-671-70614-4.